# ريتش كرونين
ريتش كرونين (بالإنجليزية: Rich Cronin)‏ هو كاتب أغاني ومغني وملحن أمريكي، ولد في 30 أغسطس 1974 في Roxbury, Boston ‏ في الولايات المتحدة، وتوفي في 8 سبتمبر 2010 في بوسطن في الولايات المتحدة بسبب ابيضاض الدم.

## وصلات خارجية
- ريتش كرونين على موقع IMDb (الإنجليزية)
- ريتش كرونين على موقع ميوزك برينز (الإنجليزية)
- ريتش كرونين على موقع ديسكوغز (الإنجليزية)
- ريتش كرونين على موقع قاعدة بيانات الفيلم (الإنجليزية)